# Beck – Vita nätter
Beck – Vita nätter är en svensk TV-film från 1998. Detta är den tredje filmen i den första omgången med Peter Haber och Mikael Persbrandt i huvudrollerna.

## Handling
En omfattande knarkhärva med förgreningar i Polen avslöjas av polisen. Vid en misslyckad razzia i Huddinge skjuts en av transportörerna ihjäl av Lennart Gavling och Bengt Hakdahl som lyckas fly från platsen. Den mördade mannen visar sig vara Martin Becks son Micke Sjögren, som han fick i unga år, och aldrig haft kontakt med. Mordet för Beck in i en personlig kris, där han tvingas möta det som för många ungdomar är bister verklighet av idag.

## Rollista
- Peter Haber – Martin Beck, kriminalpolis
- Mikael Persbrandt – Gunvald Larsson, kriminalpolis
- Per Morberg – Joakim Wersén, kriminalkommissarie
- Stina Rautelin – Lena Klingström, kriminalpolis
- Fredrik Ultvedt – Jens Loftegård, kriminalpolis
- Michael Nyqvist – John Banck, kriminalpolis, spanare
- Anna Ulrica Ericsson – Yvonne Jäder, kriminalpolis, spanare
- Jan von Melen – Hasse Larsson
- Ingvar Hirdwall – Becks granne
- Rebecka Hemse – Inger, Becks dotter
- Peter Hüttner – Oljelund, rättsläkare
- Bo Höglund – Mats, servitör
- Emil Forselius – Micke Sjögren, Becks son
- Dubrilla Ekerlund – Nina, Mickes flickvän
- Katarina Ewerlöf – Jeanette Bolin
- Lennart R. Svensson – socialassistenten
- Torsten Wahlund – Bengt "Ugglan" Hakdahl
- Lennart Hjulström – Lennart Gavling
- Douglas Johansson – inköpschefen
- Robert Pukitis – polacken
- Albert Hjälm – rejvare vid pissoar